# Dindori (distrikt)
Dindori är ett distrikt i Indien.   Det ligger i delstaten Madhya Pradesh, i den centrala delen av landet, 800 km sydost om huvudstaden New Delhi. Antalet invånare är 704 524.
Följande samhällen finns i Dindori:
- Dindori
- Shāhpur